# Chứt
Chứt (wiet. người Chứt) – mniejszość etniczna w Wietnamie zamieszkująca dystrykty Minh Hóa i Tuyên Hóa w prowincji Quảng Bình, w regionie Bắc Trung Bộ. Posługują się językiem chut. Zachowali swoje pierwotne wierzenia.